# Hans Lindbom
Hans Lindbom, född den 12 februari 1953, är en svensk idrottsledare och före detta fotbollsspelare. Lindbom är för närvarande sportchef och tränare i Jönköpings Södra IF samt förbundskapten för Sveriges P92-landslag i fotboll. Han har tidigare spelat allsvensk fotboll i Halmia 1979.